# Vinícius (football, 1980)
Pour les articles homonymes, voir Vinícius et Bergantin.
Vinícius Bergantin est un footballeur brésilien né le 31 juillet 1980 à Salto au Brésil. Il évolue actuellement comme défenseur pour l'Americana Futebol Ltda. en Série B brésilienne.

## Carrière
- 1998-2000  :  Ituano Futebol Clube
- 2001  :  Associação Desportiva São Caetano
- 2002  :  Sociedade Esportiva do Gama
- 2002-2010 :   Hanovre 96
- 2011- :  Americana Futebol Ltda.